# Trichorhina pearsei
Trichorhina pearsei is een pissebed uit de familie Platyarthridae. De wetenschappelijke naam van de soort is voor het eerst geldig gepubliceerd in 1938 door Creaser.